# The Garden Around the Mansion
The Garden Around the Mansion är ett musikalbum av Chords (Jens Resh) från 2003.

## Låtlista
1. The garden (Intro)
2. Shhmack!
3. Chillin (like matt dilon) feat Timbuktu & Rantoboko
4. Like this
5. Get off mi couch
6. Ahluhdatsh*t feat Promoe
7. Wrap your chops
8. Searchin for dreams
9. Days chasing days feat. Tonedeff
10. Blocking my game
11. Get u awn feat Masta Ace & Punchline
12. Supermarket sweep feat. Promoe
13. Knocking at my door feat. Rantoboko
14. Idiot savant